# Steven Culp
Steven Culp, född 3 december 1955 i La Jolla, Kalifornien, är en amerikansk skådespelare. Culp växte upp i Virginia Beach. 
Han är mest känd som Brees man Rex Van De Camp i TV-serien Desperate Housewives och som CIA-agenten Clayton Webb i TV-serien På heder och samvete. Culp har även spelat rollen som Robert F. Kennedy i Norma Jean & Marilyn samt i Tretton dagar.

## Filmografi
- 1988 – Cosby (TV-serie) (1 avsnitt)
- 1989 – Murphy Brown (TV-serie) (1 avsnitt)
- 1989 – Newhart (TV-serie) (1 avsnitt)
- 1990 – Fader Dowlings mysterier (TV-serie) (1 avsnitt)
- 1990 – Lagens änglar (TV-serie) (1 avsnitt)
- 1991 – Död på nytt
- 1992 – Fortsätt drömma (TV-serie) (1 avsnitt)
- 1993 – Jason Goes to Hell: The Final Friday
- 1993 – Utan fruktan
- 1995 – Systrar (TV-serie) (1 avsnitt)
- 1995–1997 – The Young and the Restless (TV-serie) (2 avsnitt)
- 1996 – Baywatch Nights (TV-serie) (1 avsnitt)
- 1996 – Beverly Hills, 90210 (TV-serie) (1 avsnitt)
- 1996 – James och jättepersikan
- 1996 – Norma Jean & Marilyn
- 1997 – Doktor Quinn (TV-serie) (1 avsnitt)
- 1997 – Pacific Palisades (TV-serie) (1 avsnitt)
- 1997–2004 – På heder och samvete (TV-serie) (41 avsnitt)
- 1998 – Chicago Hope (TV-serie) (1 avsnitt)
- 1998 – Pensacola - vingar av guld (TV-serie) (1 avsnitt)
- 1999–2004 – Cityakuten (TV-serie) (5 avsnitt)
- 1999 – VIP (TV-serie) (1 avsnitt)
- 2000 – Ally McBeal (TV-serie) (2 avsnitt)
- 2000 – Providence (TV-serie) (1 avsnitt)
- 2000 – Tretton dagar
- 2001 – Boston Public (TV-serie) (1 avsnitt)
- 2002–2003 – Advokaterna (TV-serie) (2 avsnitt)
- 2002 – Jordan, rättsläkare (TV-serie) (1 avsnitt)
- 2002 – The Emperor's Club
- 2003 – 24 (TV-serie) (3 avsnitt)
- 2003–2004 – Star Trek: Enterprise (TV-serie) (5 avsnitt)
- 2003–2005 – Vita huset (TV-serie) (9 avsnitt)
- 2004–2012 – Desperate Housewives (TV-serie) (31 avsnitt)
- 2004 – Spartan
- 2007 – Boston Legal (TV-serie) (1 avsnitt)
- 2007 – NCIS (TV-serie) (1 avsnitt)
- 2007 – Rex - en räddare i nöden
- 2007 – Stargate Atlantis (TV-serie) (1 avsnitt)
- 2007 – The Closer (TV-serie) (2 avsnitt)
- 2008 – Eli Stone (TV-serie) (2 avsnitt)
- 2008 – The Mentalist (TV-serie) (1 avsnitt)
- 2009 – CSI: Miami (TV-serie) (1 avsnitt)
- 2010 – Burn Notice (TV-serie) (1 avsnitt)
- 2010 – Ghost Whisperer (TV-serie) (1 avsnitt)
- 2012 – Drop Dead Diva (TV-serie) (1 avsnitt)
- 2012 – Grey's Anatomy (TV-serie) (4 avsnitt)
- 2012 – Harry's Law (TV-serie) (1 avsnitt)
- 2013 – King & Maxwell (TV-serie) (1 avsnitt)
- 2014 – Captain America: The Winter Soldier
- 2017 – The Orville (TV-serie) (1 avsnitt)
- 2018 – The Last Ship (TV-serie) (6 avsnitt)
- 2018 – Waco (TV-serie) (2 avsnitt)
- 2021 – SEAL Team (TV-serie) (1 avsnitt)
- 2022–2023 – The Resident (TV-serie) (4 avsnitt)
- 2025 – Suits LA (TV-serie) (3 avsnitt)